# Olay
Olay, trước đây là Oil of Olay, Oil of Olaz, Oil of Ulan hoặc Oil of Ulay, là một thương hiệu chăm sóc da của Mỹ thuộc sở hữu của Procter & Gamble. Trong năm tài chính 2009, kết thúc vào ngày 30 tháng 6, Olay chiếm khoảng 2,8 tỷ đô la doanh thu của P&G.